# Mal di Ventre
Mal di Ventre (Isula de Malu Entu ou Malu Entu en sarde) est une île italienne inhabitée située à quelques kilomètres à l'ouest des côtes sardes dans une zone maritime protégée à 130 miles de Porto Cervo. L'île de deux kilomètres de long, culmine à 18 m d'altitude.
Son nom signifie en sarde « mauvais vent ». La côte ouest de l'île est soumis au mistral et est très accidentée, la côte est, plus protégée, présente des petites criques et anses avec des plages aux eaux limpides.

## Histoire
Mal di Ventre possède quelques vestiges d'occupation romaine, dont des restes de thermes romains.
L'ile est depuis 1972 la possession de l'entrepreneur britannique John Miller  qui décide de s'en séparer en 2014.
En 2008, des sécessionnistes sardes, menés par Salvatore Meloni, y ont déclaré une éphémère micronation sous le nom de République de Malu Entu.